# Lettenhof (Neuenmarkt)
Lettenhof (oberfränkisch: Leddnhuf) ist ein Gemeindeteil der Gemeinde Neuenmarkt im Landkreis Kulmbach (Oberfranken, Bayern). Lettenhof liegt in der Gemarkung Neuenmarkt.

## Geographie
Bei der Einöde mündet der Steckbach als linker Zufluss in die Schorgast. Eine Gemeindeverbindungsstraße führt nach Raasen (0,3 km südwestlich) bzw. an der Erlenmühle vorbei nach Ludwigschorgast zur Bundesstraße 303 (0,7 km nordöstlich).

## Geschichte
Der Ort wurde 1740 als „Rothenhaus“ erstmals schriftlich erwähnt. Das Adjektiv rot bezieht sich wahrscheinlich auf den rötlich gefärbten Letten, möglicherweise aber auch auf die Hausfarbe. 1838 wurde der Ort noch so genannt, die heutige Form wurde 1812 erstmals verwendet.
Lettenhof gehörte zur Realgemeinde See. Gegen Ende des 18. Jahrhunderts bestand Lettenhof aus einem Anwesen. Das Hochgericht übte das bayreuthische Stadtvogteiamt Kulmbach aus. Das Rittergut Danndorf war Grundherr des Gutes.
Von 1797 bis 1810 unterstand der Ort dem Justiz- und Kammeramt Kulmbach. Mit dem Gemeindeedikt wurde Lettenhof dem 1811 gebildeten Steuerdistrikt Hegnabrunn und der 1812 gebildeten Ruralgemeinde Neuenmarkt zugewiesen.

### Einwohnerentwicklung
| Jahr      | 001818 | 001861 | 001871 | 001885 | 001900 | 001925 | 001950 | 001961 | 001970 | 001987 |
| Einwohner | *      | 8      | 9      | 5      | 7      | 8      | 11     | 12     | 6      | 5      |
| Häuser    | *      |        |        | 2      | 1      | 1      | 1      | 1      |        | 1      |
| Quelle    | [ 9 ]  | [ 12 ] | [ 13 ] | [ 14 ] | [ 15 ] | [ 16 ] | [ 17 ] | [ 18 ] | [ 19 ] | [ 1 ]  |

## Religion
Lettenhof ist evangelisch-lutherisch geprägt und nach St. Oswald (Untersteinach) gepfarrt.